# Lys Assia
Rosa Mina Schärer, més coneguda com a Lys Assia, (Rupperswil, cantó d'Argovia, Suïssa, 3 de març de 1926 - Zúric, 24 de març de 2018) fou una cantant suïssa, guanyadora del primer Festival de la Cançó d'Eurovisió, l'any 1956. En total, va representar al seu país tres vegades consecutives en el Festival, des del seu inici el 1956 fins a 1958.

## Biografia
Lys Assia va tenir com a inspiració a un professor de ballet clàssic de Zúric, al qui deu el seu nom artístic.
El 1953, Lys es va casar amb l'industrial de Zuric, Henry Kunz, amb qui va tenir una filla, Maja. Kunz va morir d'un atac cardíac el 1957.
Casada amb Oskar Petersen, l'amo d'una important cadena d'hotels, va ser molt feliç amb ell fins a l'any 1995, en el qual Lys i Oskar van tenir un greu accident de trànsit que li va costar la vida a Oskar. Lys va estar cinc mesos prostrada en una cadira de rodes.
L'any 1996 va patir un infart, que també va superar. Ella mateixa va comentar que després d'aquest infart es va fer més humana i sensible.

### A Eurovisió

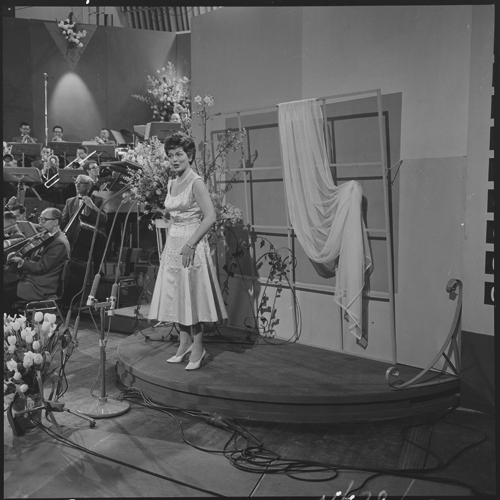
Lys Assia durant la seva tercera participació a Eurovisió el 1958.

El 24 de maig de 1956 es va realitzar a Lugano, Suïssa, la primera edició del Festival de la Cançó d'Eurovisió. En aquesta edició, van participar-hi 7 països, cadascun dels quals va presentar dues cançons. Lys es va encarregar de defensar les dues cançons suïsses, una de les quals, «Refrain» («Tornada»), es va alçar amb el triomf. L'altra cançó que va interpretar va ser «Das alte Karussell» («El vell carrusel»). Després de la seva victòria, va tornar a representar a Suïssa en les dues següents edicions del festival. L'edició de l'any 1957 va ocupar el penúltim lloc amb «L'enfant que j'étais» («La nena que era»), i al de l'any següent va ser subcampiona amb «Giorgio».
Encara que tots la coneixen a Europa pel seu pas pel festival, Lys Assia ja era molt coneguda a Alemanya, Àustria i la seva Suïssa natal abans de l'esdeveniment.
El seu estil es basa en cançons lentes d'amor amb melodia dels anys 50 i 60. Lys Assia va cantar a les principals sales de festes de París, Madrid, Nova York i Buenos Aires. Va tenir l'oportunitat de cantar per a la Reina Isabel II d'Anglaterra, per al desaparegut rei d'Egipte Faruk, i per a Eva Perón.
Va enamorar els alemanys amb la cançó «Eine weißi Hochzeitskutsche» («Un carruatge blanc»). Es diu que va ser la primera cançó dels seus innombrables èxits. Ella mateixa va comentar sobre aquesta composició, que «la bellesa de la cançó i del so, va atreure a molts enamorats». Aquesta cançó va ser llançada l'any 1946, és a dir després de la postguerra alemanya.
Una de les últimes aparicions de Lys va ser en el xou Congratulations que commemorava el 50º aniversari d'Eurovisió. En aquest esdeveniment, on va presentar a l'última guanyadora del certamen, va dir: «Han passat molts anys, però encara seguim aquí junts».
L'any 2011, amb 87 anys, Lys Assia es va presentar amb la cançó «C'était dt. vie» («Era la meva vida») a la preselecció suïssa per intentar tornar per quarta vegada al Festival de la Cançó d'Eurovisió 2012. Va actuar en la final suïssa amb el mateix vestit que portava al Festival d'Eurovisió 1956. Malgrat l'expectació generada, va quedar en 8a posició de 14 finalistes, sent el grup Sinplus qui es va endur la victòria.
Un any després, va tornar a presentar-se candidata per representar a Suïssa en el Festival de la Cançó d'Eurovisió 2013, amb «All in your head» («Tot està en el teu cap»), un tema «una mica més modern i ràpid, actual» com ella ho descriu, interpretat juntament amb el grup de rap NewJack. La cançó no va aconseguir classificar-se a la final nacional suïssa.
Paral·lelament a la seva carrera com a cantant, Lys va actuar en una dotzena de pel·lícules.

## Discografia

### Àlbums
- 1956 : Arrivederci Roma
- 1956 : Was kann schöner sein
- 1957 : Deine Liebe
- 1957 : Mi casa su casa
- 1958 : Mélodie d'amour
- 1958 : Giorgio
- 1959 : Wenn die Glocken hell erklingen
- 1960 : La golondrina
- 1961 : Johnny nimm das Heimweh mit
- 1962 : Die Sterne von Syrakus
- 2003 : Sehnsucht nach Dir
- 2005 : Lady in Blue
- 2008 : Refrain des Lebens

### Singles
- 1950 : Oh Mein Papa
- 1954 : Holland Mädel
- 1955 : Jolie Jacqueline
- 1956 : Ein kleiner goldener Ring
- 1956 : Refrain
- 1956 : Das alte Karussell
- 1957 : L'Enfant que j'étais
- 1958 : Giorgio
- 1961 : Glocken der Liebe
- 1962 : Die Sterne von Syrakus
- 2004 : Manchmal hilft ein kleines Lied
- 2004 : Sehnsucht nach Dir
- 2005 : Rom lag im Schnee
- 2005 : Wieder nach Athen

## Filmografia
- 1952 : Palast Hotel
- 1952 : Illusion in Moll
- 1953 : Die Kaiserin von China
- 1953 : Schlagerparade
- 1954 : Ball der Nationen
- 1955 : Ein Mann vergißt die Liebe
- 1956 : Die Fischerin vom Bodensee
- 1956 : Oberstadtgass
- 1957 : Die Beine von Dolores
- 1957 : Es wird alles wieder gut
- 1957 : Weiße Nächte
- 1962 : Haifischbar (Sèrie TV)